# L'albero, il sindaco e la mediateca
L'albero, il sindaco e la mediateca (L'Arbre, le Maire et la Médiathèque) è un film del 1993 diretto da Éric Rohmer.

## Trama
A Saint-Juire in Vandea, nel cuore della Francia rurale, Julien Dechaumes, giovane e ambizioso sindaco socialista, ha, attraverso le sue relazioni in alto loco, ottenuto un finanziamento per la costruzione di un centro culturale e sportivo.
Ma la posizione politica di Julien si indebolisce e la sua amante, Berenice Beaurivage, scrittrice di romanzi, trova argomenti per scoraggiare l'iniziativa in nome della tutela ambientale.
Marc Rossignol, l'insegnante, è ancora più radicale nella sua opposizione al progetto che richiede l'abbattimento di un salice secolare.
Blandine Lenoir, una giornalista parigina interessata a queste vicende provinciali scrive un articolo sul sindaco, l'insegnante, l'albero e la biblioteca della discordia.
Il suo testo viene censurata in extremis da Régis Lebrun-Blondet, direttore del quotidiano, socialista egli stesso, che vuole contrapporre l'insegnante ecologista all'ingombrante giovane sindaco.
Zoe, figlia del maestro, diventa amica di Vega, figlia del sindaco. Lo incontra e lo convince ad abbandonare il progetto. Per lei, il futuro è quello di costruire spazi verdi pubblici... in campagna. Inoltre un funzionario parigino dichiara inidoneo il terreno scelto per la costruzione della mediateca. 
Nel corso di una festa in giardino, i protagonisti e la gente del villaggio, tutti insieme, cantano la morale della storia.

## Struttura del film
Il titolo completo del film sarebbe L'Arbre, le maire et la médiathèque ou les sept hasards.
Nel prologo l'insegnante Marc Rossignol impartisce ai suoi studenti una lezione di grammatica sulle subordinate condizionali.
Ironicamente, il film si struttura in sette capitoli, corrispondenti a sette situazioni ipotetiche da cui dipende la conclusione della storia:
- Capitolo I: Se, alla vigilia delle elezioni regionali del marzo 1992, la maggioranza presidenziale, non fosse diventata una minoranza...
- Capitolo II: Se Julien Dechaumes, sindaco socialista di Saint-Juire, dopo la sua sconfitta elettorale, non si fosse innamorato improvvisamente della scrittrice Berenice Beaurivage...
- Capitolo III: Se il salice bianco del villaggio non fosse miracolosamente resistito all'assalto di anni...
- Capitolo IV: Se Blandine Lenoir, redattrice del mensile After Tomorrow non avesse inavvertitamente, volendo registrare il programma su France Culture, scollegato la sua segreteria telefonica...
- Capitolo V: Se Blandine non fosse andata ad accompagnare una missione dell'UNICEF in Somalia...
- Capitolo VI: Se Vega, la figlia del sindaco, non avesse lanciato accidentalmente la palla sulla strada su cui casualmente passa Zoe, la figlia del maestro...
- Capitolo VII: Se un dipendente, per la routine o l'ordine, non fosse stato troppo zelante... ....la mediateca avrebbe potuto essere costruita a Saint-Juire.

## Produzione
Il film è prodotto da Françoise Etchegaray per Les Films du Losange.

## Accoglienza
Il film ha una buona accoglienza da parte della critica. In particolare, i Cahiers du cinéma consacrarono il numero 465 della rivista, del marzo 1993, al film.

### Critica
Claude-Marie Trémois su Télérama del febbraio 1993 lo definisce:
"Favola politica e riflessione ironica sul ruolo del caso nella storia, a partire dall'ambizione del sindaco di un villaggio."
Antoine de Baecque scrive su Cahiers du cinéma nel marzo 1993:
(Antoine de Baecque, Cahiers du cinéma, n.465, marzo 1993.)

## Riconoscimenti
Premio FIPRESCI a Éric Rohmer al Montreal World Film Festival.